# Nürnbergerdockan

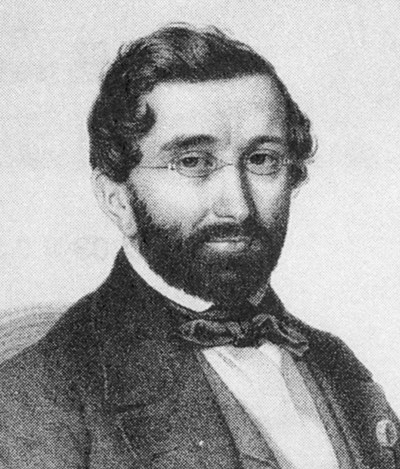
Kompositören Adolphe Adam

Nürnbergerdockan (La poupée de Nuremberg) är en opéra comique i en akt med musik av Adolphe Adam och med libretto av Adolphe de Leuven och Arthur de Beauplan. Handlingen är baserad på E.T.A. Hoffmanns novell Sandmannen och föregår andra scenversioner av Hoffmanns saga såsom Léo Delibes balett Coppélia (1870) och Jacques Offenbachs opera Hoffmanns äventyr (1881). 

## Historia
Uruppförandet skedde på Théâtre Lyrique i Paris den 21 februari 1836. Hector Berlioz beskrev den som "ett helt varuhus av valser, galopper, potpurrier... värdig en Nürnbergmarknad." Operan framfördes nästan hundra gånger på Théâtre Lyrique under de följande 18 åren.
Den svenska premiären ägde rum på Stockholmsoperan den 25 november 1853 med en version översatt av C. W. A. Strandberg och den iscensattes åter med premiär den 28 november 1954.

## Personer
| Roller    | Röstläge | Premiärbesättning 21 februari 1852 (Dirigent: Alphonse Varney) | Svensk premiärbesättning 25 november 1853 (Dirigent: Jacopo Foroni) |
| --------- | -------- | -------------------------------------------------------------- | ------------------------------------------------------------------- |
| Bertha    | sopran   | Louise Rouvroy                                                 | Louise Michaëli                                                     |
| Donathan  | tenor    | Horace Menjaud                                                 | Victor Dahlgren                                                     |
| Miller    | baryton  | Auguste-Alphonse Meillet                                       | Gustaf Sandström                                                    |
| Cornélius | bas      | Honoré Grignon                                                 | Carl Johan Uddman                                                   |

## Handling
Handlingen är baserad på E.T.A. Hoffmanns novell Sandmannen och kretsar kring en människoliknande docka, som leksakshandlaren Cornelius har konstruerat och som han tror ska kunna gå att väcka till liv. Speltiden är 60 minuter.